# Angelika Brand
Angelika Brand, nemška veslačica, * 13. februar 1976. .